# Manolis Papamakarios
Emmanouil „Manolis“ Papamakarios (griechisch Εμμανουήλ „Μανόλης“ Παπαμακάριος; * 26. August 1980 in Peristeri) ist ein ehemaliger griechischer Basketballspieler, der bei einer Körpergröße von 1,92 m als Combo Guard-Point Forward eingesetzt wurde.

## Karriere
Papamakarios Karriere begann beim GS Peristeri. Nach sechs Jahren wechselte er für ein Jahr zu Makedonikos, bevor er sich dem Team Olympiakos aus Piräus anschloss. Dieses verließ er nach drei Jahren, um für Panellinios GS zu spielen. 2011 wechselte er ins Ausland und unterschrieb einen Kontrakt über zwei Jahre in San Sebastian beim Gipuzkoa BC. Nach Erfüllung seines Vertrages kehrte er nach Griechenland zurück, um für Panelefsiniakos auf Korbjagd zu gehen. Bereits nach einer Saison verließ er den Verein wieder, um noch einmal in der spanischen Liga Fuß zu fassen. Nach nur fünf Spielen löste er seinen Vertrag bei Baloncesto Fuenlabrada auf und unterschrieb Anfang Dezember 2014 bei den KAOD AM. Genetics für den Rest der Saison 2014–2015. Zur Saison 2015/16 wechselte er in die A2 Ethniki zu Faros Keratsiniou. Der Klub konnte sich mit einigen ehemaligen Spielern der ersten Liga verstärken und gab den Aufstieg als Saisonziel aus.
Im Pokalwettbewerb derselben Saison gelang es dem Verein bis ins Finale einzuziehen und hat sich dort dem Panathinaikos zu stellen. Im Halbfinale besiegte der Verein den Basketballklub PAOK mit 69:65 Punkten. Mit 21 Punkten war Papamakarios ein Garant für diesen Sieg und damit auch bester Werfer des Spiels.